# Adolf Grün
Adolf Grün  (* 22. November 1877 in Wien, Österreich-Ungarn; † 29. März 1947 in Basel) war ein österreichischer Chemiker.

## Leben
Grün studierte Chemie an der Technischen Hochschule Wien und bei Alfred Werner an der Universität Zürich. 1900 wurde er in Zürich promoviert  und 1907 Privatdozent an der Universität Zürich. 1912 wurde er Chefchemiker des Schichtkonzerns in Aussig; 1926 bis 1931 war er Direktor der Chemischen Werke Grenzach von Hoffmann-La Roche. Seit 1928 lehrte er ferner als Honorarprofessor für Chemische Technologie an der Universität Freiburg im Breisgau. 1933 wurde dem Katholiken Grün die Lehrbefugnis entzogen, weil die Nationalsozialisten ihn als „Nichtarier“ einstuften. Daraufhin emigrierte er 1933 in die Schweiz.
Grün forschte über die Chemie der Fette. Unter anderem synthetisierte er gemischtsäurige Glyceride, Celluloseester höherer Fettsäuren und Fettsäuren mit endständigen Doppelbindungen und entwickelte für die Industrie wichtige Sulfonierungsmethoden. Außerdem befasste er sich mit Wachsen, der Paraffinoxidation und chemischen Hilfsmitteln für die Textilindustrie sowie analytischen Verfahren.
1929 erhielt er die Adolf-von-Baeyer-Denkmünze.

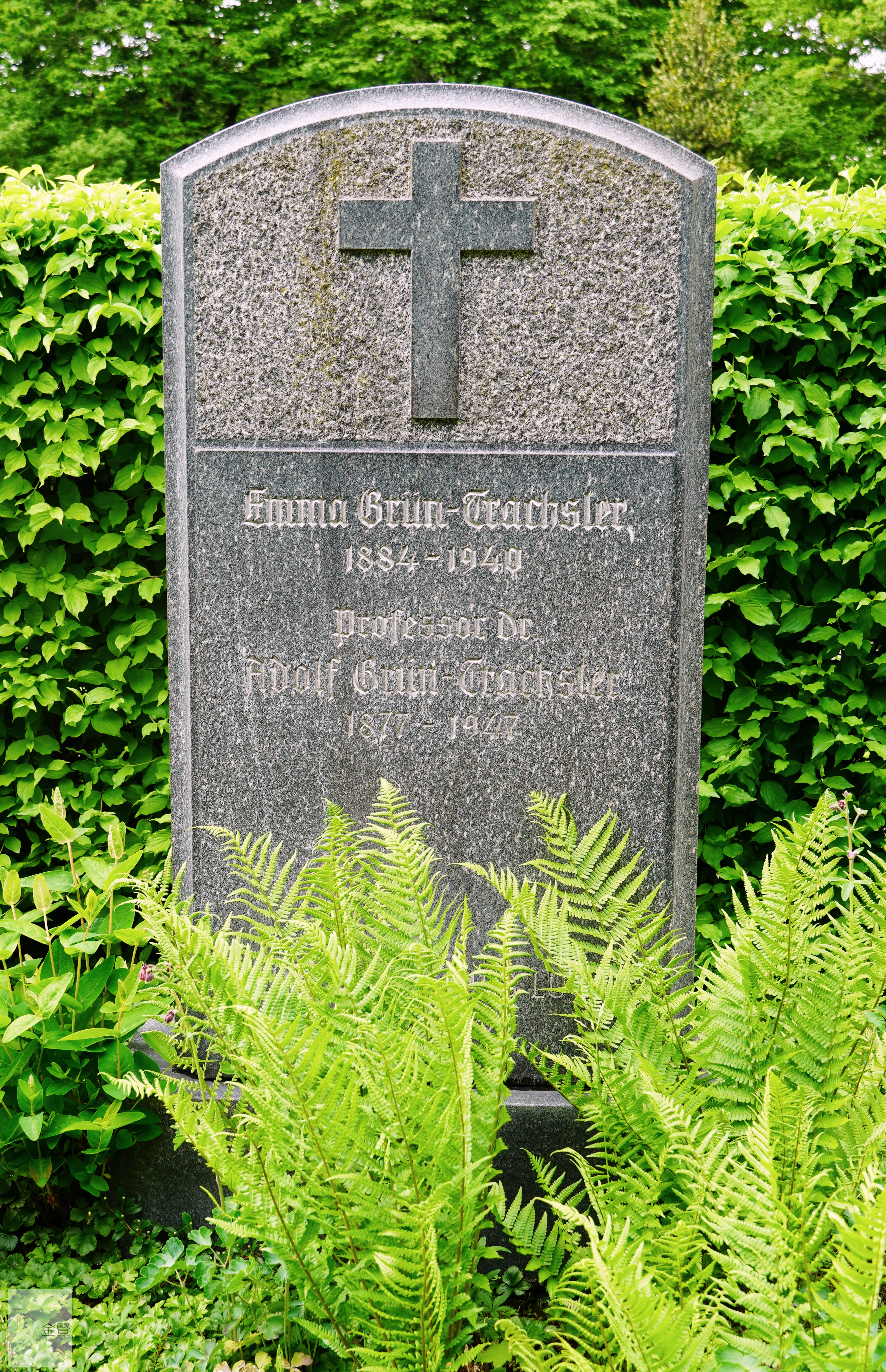
Grabstein von Adolf und Emma Grün-Trachsler auf dem Friedhof am Hörnli

Zusammen mit seiner Frau Emma, geb. Trachsler (1884–1940)  wurde er auf dem Friedhof am Hörnli in Riehen bestattet.

## Schriften
- Analyse der Fette, Wachse und Erzeugnisse der Fettindustrie, 2 Bände., 1925 bis 1929
- Die Türkischrotöle, in: L. Ubbelohde, F. Goldschmidt, Handbuch der Chemie und Technologie 1910
- Fette und Wachse, in: E. Abderhalden, Biochemisches Handlexikon, 1914
- Fette, Wachse und aus diesen erzeugte Produkte, in: E. Berl, G. Lunge, Chemisch-technische Untersuchungsmethoden, 1933
- Synthese der Glyzeride und Phosphatide, in: G. Hefter, H. Schönfeld, Beiträge zur Chemie und Technologie, 1936